# Philippe de Mézières

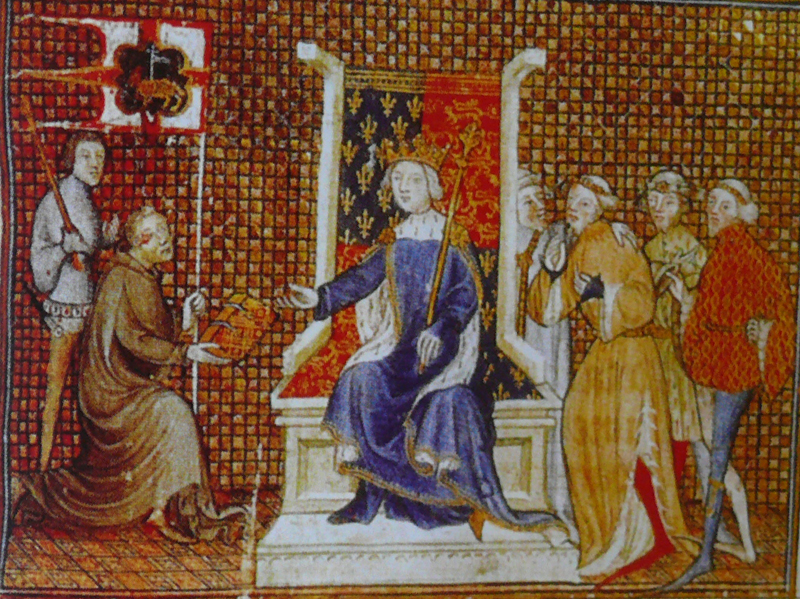
Philippe de Mézières am Hofe Richards II. von England

Philippe de Mézières (* um 1327; † 2. Mai 1405) war ein französischer Ritter, Diplomat und Schriftsteller. Mit seinen einflussreichen Schriften gehörte er zu den letzten Propagandisten der Kreuzzugsidee im Mittelalter.

## Leben

### Frühe Laufbahn
Philippe wurde auf dem Schloss von Mézières-en-Santerre in der Picardie als Spross einer verarmten Familie aus niederem Adel geboren. Seinen ersten Kriegsdienst leistete er unter Luchino Visconti in der Lombardei. Jedoch bereute er dies, nach eigener Aussage bald darauf, weil er die Sache der Visconti für einen ungerechten Krieg hielt. Danach trat er in den Dienst Andreas, Herzog von Kalabrien. Als dieser im Herbst 1345 ermordet worden war, schloss er sich dem (weitgehend erfolglosen) Kreuzzug gegen Smyrna unter Humbert II. von Viennois an.
Im Sommer 1346 wurde er nach einem Gefecht gegen die Türken bei Smyrna wegen seiner Tapferkeit zum Ritter geschlagen. Als das französische Heer aufgelöst wurde, pilgerte er nach Jerusalem, wo ihm die Überlegenheit der disziplinierten Sarazenen über die unordentlichen Heere des Abendlandes bewusst wurde. Jahrzehnte später behauptete Mézières, er habe damals in einer göttlichen Offenbarung die Grundsätze für einen neuen christlichen Ritterorden empfangen, mit dem es möglich sein werde, das Heilige Land zu befreien.
Von Jerusalem reiste er 1347 nach Zypern an den Hof Hugos IV., wo er in Peter von Lusignan, dem Sohn des Königs und Titulargrafen von Tripolis, eine verwandte Seele fand. Jedoch verließ Mézières das Königreich bald darauf wieder, um seine Laufbahn als Glücksritter in Frankreich und Spanien wieder aufzunehmen. Um 1354 diente er in den Kämpfen mit den Engländern in der Normandie.

### Als Kanzler Peters I. von Zypern
Die Thronbesteigung Peters von Lusignan im November 1358 und seine Anerkennung als Titularkönig von Jerusalem veranlasste Mézières, nach Zypern zurückzukehren. Um 1360 hatte er dort das Amt des Kanzlers inne. Zu dieser Zeit kam Mézières unter den Einfluss des päpstlichen Legaten Peter Thomas († 1366), dessen Biograph er später werden sollte, und der zu den wichtigsten Befürwortern eines neuen Kreuzzugs gehörte. 1362 besuchte Peter I., zusammen mit seinem Kanzler und dem Legaten, die Fürsten Westeuropas, auf der Suche nach Unterstützung für dieses Unternehmen. Nachdem Peter nach Zypern zurückgekehrt war, propagierten Mézières und Thomas ihr Anliegen beim Papst in Avignon und in den Städten Norditaliens. Danach predigten die beiden den Kreuzzug in den deutschen Ländern. Thomas wurde 1364 zum lateinischen Patriarchen von Konstantinopel gewählt, und Mézières begleitete Peter I. beim Kreuzzug gegen Alexandria. 
Nach der Eroberung Alexandrias am 10. Oktober 1365 wurde die Stadt geplündert und es kam zu einem furchtbaren Massaker unter der Bevölkerung. Zwar hatte Peter I. Mézières ein Drittel der Einkünfte der Stadt versprochen, um seinen Ritterorden zu gründen und zu finanzieren, aber die Kreuzfahrer weigerten sich, den Feldzug fortzuführen, und zogen, zufrieden mit der reichen Beute, wieder ab. 
Im Juni 1366 wurde Mézières wieder nach Venedig, Avignon und zu den Fürsten Westeuropas gesandt, um Hilfe gegen die Osmanen zu erlangen, die das Königreich Zypern bedrohten. Seine Bemühungen waren jedoch fruchtlos, da die Städte Genua und Venedig mehr am einträglichen Handel mit den Osmanen interessiert waren. Selbst Papst Urban V. riet nun zum Frieden mit dem Sultan Murad I. Nur Graf Amadeus VI. von Savoyen wagte eine begrenzte Unternehmung nach Konstantinopel und ans Schwarze Meer. Mézières blieb einige Zeit in Avignon, um Anwärter für seinen Ritterorden zu suchen und um die Biographie seines väterlichen Freundes und Lehrers Peter Thomas zu schreiben. Diese stellt eine wichtige Quelle für die Geschichte des alexandrinischen Kreuzzugs dar. Das Vorwort (Prafacio) und seine Epistola von 1367 bis 1368 sind der erste Entwurf für seine Schrift Nova religio passionis dar, die er 1386 und 1396 überarbeitete und ergänzte. Hier skizzierte er die Grundsätze für seinen neuen „Passions-Orden“.
Des Weiteren bereiste Mézière auch Aragon, Kastilien und Portugal. Bei einem Schiffbruch im Mittelmeer musste er sich angeblich auf einer verlassenen Insel mehrere Tage von Wurzeln ernähren.

### Rückkehr nach Frankreich
Mézières befand sich auf der Rückreise nach Zypern, als er Anfang 1369 von der Ermordung Peters I. in Nikosia erfuhr. Daraufhin blieb er in Venedig, bis er sich 1372 nach Avignon an den Hof des neuen Papstes Gregor XI. begab. Hier bemühte er sich um die Einführung des Festes der Praesentatio Beatae Mariae Virginis im Westen. 1373 war er in Paris, wo er zusammen mit Nikolaus von Oresme, zu den vertrautesten Beratern König Karls V. von Frankreich gehörte (obwohl sich der König geweigert hatte, an dem Kreuzzugs-Abenteuer teilzunehmen). Mézières verkehrte dort mit Intellektuellen wie den Dichtern Philippe de Vitry und Eustache Deschamps, oder dem Astrologen Tommaso di Pizzano und seiner Tochter Christine, den Theologen Jean Gerson und Pierre d’Ailly, und anderen, und wurde zum Tutor des zukünftigen Königs Karl VI. Allerdings musste er zusammen mit den anderen Räten abdanken, als der alte König 1380 starb.
Danach zog sich Mézières in den Konvent der Cölestiner in Paris zurück, übte aber weiterhin einen gewissen Einfluss auf die öffentliche Meinung aus. Die Verleumdungen, mit denen sein Name von burgundischen Geschichtsschreibern überschüttet wurde, beruhen wohl auf seiner Nähe zu Ludwig von Orleans. Nachdem sich Karl VI. von der Bevormundung durch seine Onkel befreit hatte, nahm Mézières Einfluss wieder etwas zu. In dieser Zeit verfasste er den größten Teil seiner Schriften. Der Kreuzzug von 1396 konnte ihn nicht begeistern, und das Desaster der Schlacht von Nikopolis am 25. September 1396 bestätigte seine Befürchtungen.

## Werk
- Vita sancti Petri Thomae, „Das Leben des heiligen Peter Thomas“, 1366, lateinisch (gedruckt: Antwerpen 1659).
- Praesentatio beatae Mariae in templo, „Die Darbringung der seligen Maria im Tempel“, 1372, lateinische Übersetzung eines liturgischen Schauspiels aus dem Griechischen, mit 21 Personen.
- Nova religio passionis, „Der neue Passions-Orden“, 1384, enthält die „Gesetzestafeln“ seines projektierten Ritterordens, war auf 30 Bände angelegt, blieb jedoch unvollendet.
- Livre de la vertu du sacrement de mariage et réconfort des dames mariées, „Das Buch von der Tugend des Sakraments der Ehe und Trost der verheirateten Damen“, 1384–89, Traktat.
- Contemplatio hore mortis, „Betrachtung über die Todesstunde“ und Soliloquium peccatoris, „Selbstgespräch eines Sünders“, 1386–87, erbauliche Abhandlungen.
- Le Songe du vieil pèlerin, „Der Traum des alten Pilgers“, 1389, französische Allegorie, in der die verschiedenen Sitten Europas und des Nahen Ostens beschrieben werden. Hier befürwortet er den Friedensschluss zwischen Frankreich und England (Vgl.: Hundertjähriger Krieg), sowie die Fortsetzung der Kreuzzüge gegen die gemeinsamen Feinde Europas. Seine größtenteils autobiographische Oratio tragedica verfolgt ähnliche Ziele.
- Epistre au roi Richart, „Brief an den König Richard“ von 1395. Hier drängt er auf die Heirat Richards II. von England mit Isabella von Valois.
- Epistre lamentable et consolatoire, „Kläglicher und tröstlicher Brief“ von 1396, in dem er ein weiteres Mal die Grundsätze seines projektierten Ritterordens ausführt, die weitere Fehlschläge in zukünftigen Kreuzzügen verhindern sollen.

Einige von Mézières Briefen wurden in der Revue historique (Bd. XLIX) veröffentlicht. Die beiden letzten Briefe finden sich in Kervyn de Lettenhoves Ausgabe der Chronik des Jean Froissart.